# Rugosus pubis
Rugosus pubis är en skalbaggsart som beskrevs av García 2001. Rugosus pubis ingår i släktet Rugosus och familjen dykare. Inga underarter finns listade i Catalogue of Life.